# Garudinistis eburneana
Garudinistis eburneana är en fjärilsart som beskrevs av Walker 1863. Garudinistis eburneana ingår i släktet Garudinistis och familjen björnspinnare. Inga underarter finns listade i Catalogue of Life.